# COROT-7
COROT-7 (TYC 4799-1733-1) este o pitică galbenă (stea de tipul G din secvența principală), puțin mai mică și mai rece decât Soarele. Are o magnitudine aparentă de 11,67, fiind mai puțin luminoasă decât Proxima Centauri (mag. 11,05), cea mai apropiată stea de Pământ. Steaua se află în constelația Licornului. 